# Myslinka
Myslinka är en ort i Tjeckien.   Den ligger i regionen Plzeň, i den västra delen av landet, 90 km väster om huvudstaden Prag. Myslinka ligger 366 meter över havet och antalet invånare är 161.
Terrängen runt Myslinka är platt. Runt Myslinka är det ganska tätbefolkat, med 134 invånare per kvadratkilometer. Närmaste större samhälle är Plzeň, 11,4 km öster om Myslinka. Trakten runt Myslinka består till största delen av jordbruksmark.